# U-482
Unterseeboot 482 foi um submarino alemão do Tipo VIIC, pertencente a Kriegsmarine que atuou durante a Segunda Guerra Mundial.

## Comandantes
| Comandante                                                              | Data                                           |
| ----------------------------------------------------------------------- | ---------------------------------------------- |
| Kptlt. Hartmut Graf von Matuschka, Freiherr von Toppolczan und Spaetgen | 1 de dezembro de 1943 - 25 de novembro de 1944 |

## Subordinação
Durante o seu tempo de serviço, esteve subordinado às seguintes flotilhas:
| Período                                       | Flotilha                                   |
| --------------------------------------------- | ------------------------------------------ |
| 1 de dezembro de 1943 - 31 de julho de 1944   | 5. Unterseebootsflottille (treinamento)    |
| 1 de agosto de 1944 - 30 de setembro de 1944  | 9. Unterseebootsflottille (serviço ativo)  |
| 1 de outubro de 1944 - 25 de novembro de 1944 | 11. Unterseebootsflottille (serviço ativo) |